# Woodside (Kalifornia)
Woodside város az USA Kalifornia államában, San Mateo megyében. Lakosainak száma 5309 fő (2020. április 1.).

## Népesség
A település népességének változása:

| 2010 | 5 287 |
| 2020 | 5 309 |